# Моноласта

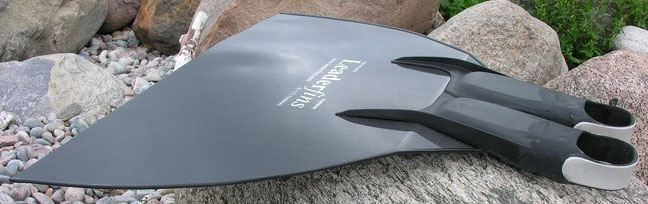
Карбоновый моноласт производства Leaderfins. Виден загиб лопасти в месте крепления галош

Монола́ст (часто встречается неправильная форма «моноласта») — спортивный инвентарь, разновидность ластов, представляющая собой единую конструкцию, приводимую в движение обеими ногами одновременно. Техника плавания в моноласте называется  "дельфин". У пловца в моноласте руки неподвижно вытянуты вперёд, сцепляя кисти вместе, они рассекают воду или держат баллон, голова зафиксирована между бицепсами в обтекаемом положении. Волнообразные движения корпусом начинаются в плечах, с максимальной амплитудой движения, переходящего к бедрам, ноги почти не сгибаются, чтобы передать движение моноласте. 
Моноласт применяется в водных видах спорта:
- скоростное плавание;
- подводное ориентирование;
- фридайвинг.

При проведении соревнований по правилам Российской Подводной Федерации размер моноласта не должен превосходить 760*760*150 мм.

## История
В 1968 году ленинградский тренер Евгений Рехсон для выступления своей ученицы Ольги Тихоненко соединил два ласта калошами, оставив лопасти без модификации .  
В марте 1969 года заслуженный тренер Казахской ССР Б. Г. Поротов в лаборатории спортивного клуба «Алтай» (Усть-Каменогорск) разрабатывает моноласт с вилкой из титанового сплава, и не позднее июня того же года его вариант моноласта применяется в плавании Надеждой Прокопьевной Турукало.
В 1969 году в Томске был опробован на смену металла в качестве армирующего материала  для ласт стеклотекстолит,  в 1970 году уже многие плавали в ластах новой конструкции . 
30 июля — 2 августа 1970  года в Минске на Чемпионате СССР по скоростным видам подводного спорта, по словам  заслуженного тренера СССР Мазурова И.В. :
Венцом соревнований было выступление Надежды Турукало (Казахская ССР), обновившей рекорды сразу на четырех дистанциях: ныряние, плавание в ластах 100 м, подводное плавание 100 и 400 м. Каждого старта Надежды зрители ждали с особым нетерпением. Спортсменке удалось в совершенстве овладеть тайной плавания в моноласте, и ее мощные и в то же время грациозные движения способом «дельфин» вызывали восторг зрителей на трибунах. Бурей аплодисментов разразились присутствовавшие, когда Надежда продемонстрировала необычный способ движения: ноги способом «дельфин», а руки способом «кроль» в заплыве на дистанцию 100 м плавания в ластах. И если бы у нас присваивался титул «первый спортсмен-подводник 1970», нет сомнений, его заслужила бы Надежда Турукало.
В 1970 Надежда Турукало  прибывает на IV Чемпионат Европы по плаванию в ластах (Сабадель, Испания,1970) с моноластом, состоящим из двух титановых ветвей, соединенных «парусом». Она побеждает всех. С тех пор моноласты используются для соревнований по плаванию в ластах, что позволяет пловцам в моноластах развивать скорость до 12 км/ч.
Появление моноласт в начале 1970-х годов привело к побитию всех мировых рекордов по плаванию в ластах к концу десятилетия из-за улучшенных характеристик, возможных при использовании вместо двух обычных плавательных ласт. В поверхностном плавании в моноласте на 100 м темп составляет около 2 толчков в секунду. Традиционный мировой рекорд по апноэ на 50 м в моноласте составляет 13 км/ч.
В советский период спортсмены подводники использовали ласты собственной конструкции, которые изготавливали сами же в каждом клубе по своей технологии . 

## Общая информация
Конструктивно состоит из пластины и калоши. Пластина изготавливается из стеклотекстолита, карбона (углепластика), пластмассы, резины и имеет оригинальную форму, отдалённо напоминающая хвостовой плавник рыбы или дельфина. Большинство моноласт состоят из одной широкой композитной лопасти, армированной стеклотекстолитом или углеродным волокном, профилированного особым способом - с переменной гибкостью, прикрепленной к дайверу двумя резиновыми карманами для ног. Передняя кромка может быть утолщена и сглажена. Гибкость лезвия обычно регулируется путем уменьшения количества волокна и толщины лезвия, чтобы сделать заднюю кромку более тонкой и гибкой. Калоша крепится к узкой части пластины, фиксируется на стопах спортсмена и служит для передачи энергии гребка от ног к пластине. Применение дополнительных элементов любого назначения в конструкции моноласта, как правило, даже не обсуждается.

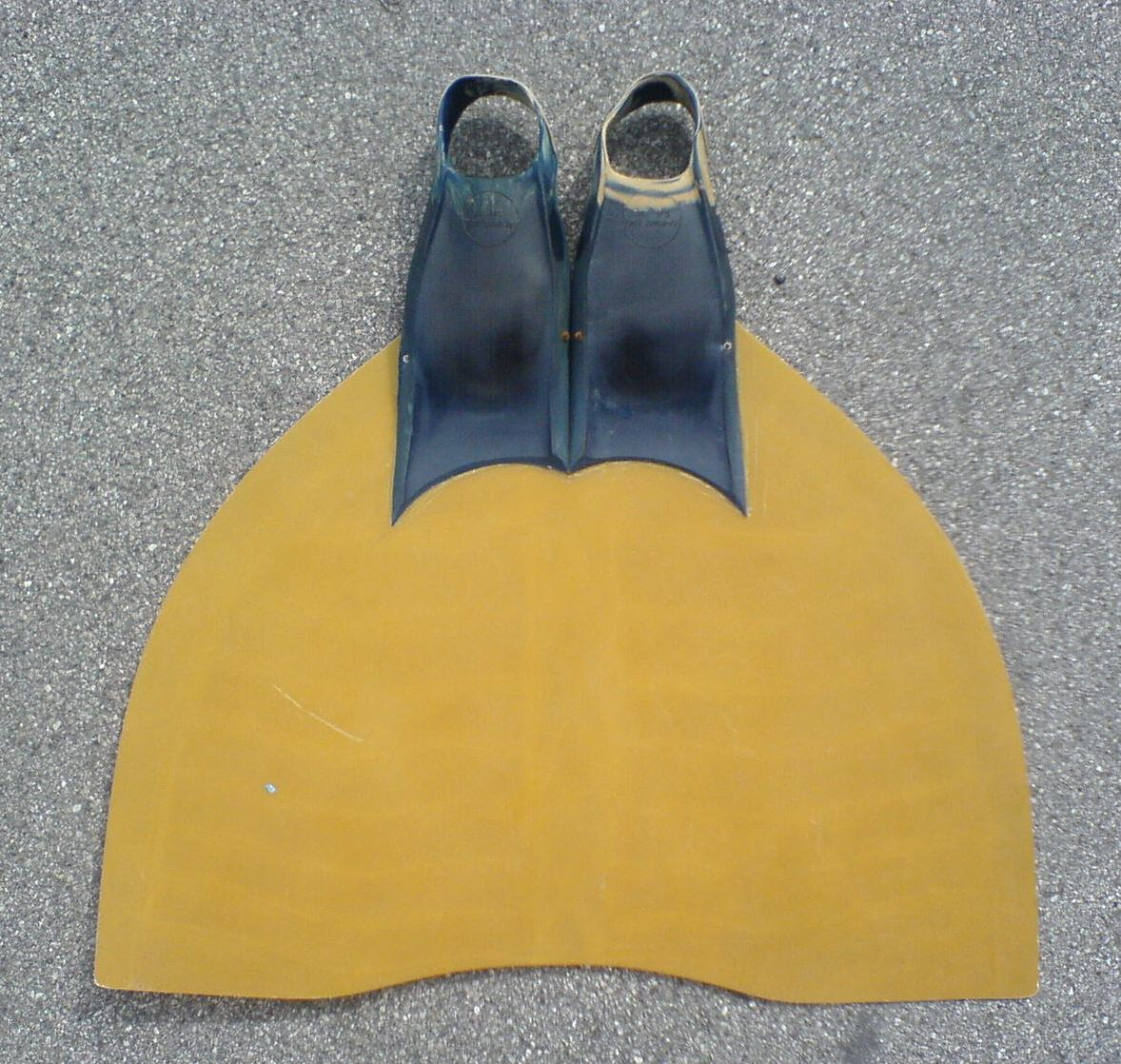
Моноласт времён СССР. Лопасть из стеклотекстолита с тремя рёбрами жесткости и калошами из перевёрнутых ластов «Дельфин»

### Виды современных моноласт
Классический моноласт. Пластина из стеклотекстолита имеет встроенные рёбра жесткости. Калоша плашмя крепится на пластину.
Калоши бывают двух видов:
- Литые;
- Склеенные (из перевёрнутых ластов «Дельфин»).

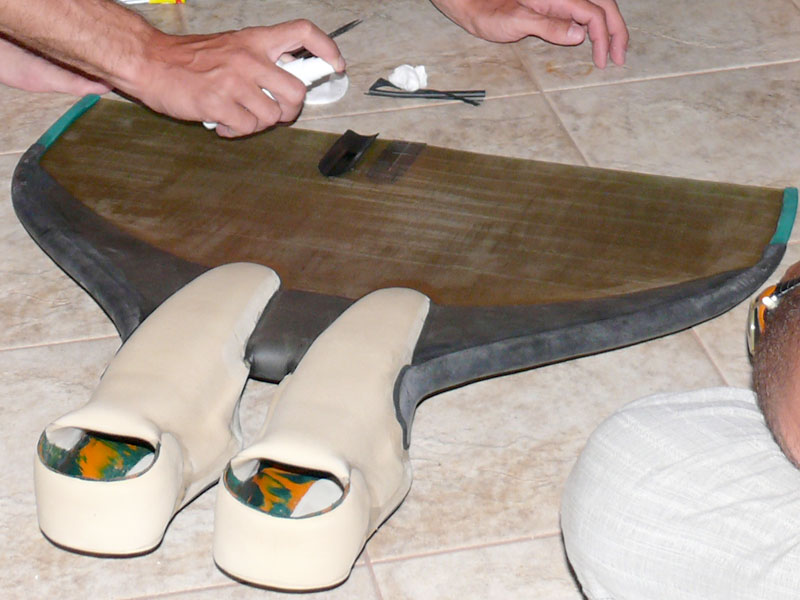
Ремонт моноласта типа «гипер» в полевых условиях

Гипер (Гиперболоид Андронова). Специальная калоша крепится на пластину, обеспечивая расположение стопы под определенным углом по отношению к пластине. По бокам на лопасть крепятся крылья из разных сортов резины для обеспечения жесткости и улучшения гидродинамики. Отличается от классического моноласта большей эффективностью, но менее удобен при старте с тумбочки и развороте. Крылья создают повышенную нагрузку на центр кромки, нередко пластина трескается в этом месте.
Флайер. Сочетает в себе элементы гипера и классики. Пластина имеет рёбра жесткости. Имеются крылья. Калоша крепится плашмя.
В основном используют на коротких дистанциях «Sprint», так как Флайер обеспечивает хороший и резкий старт.
DOL-Fin Orca и его развитие X-20 (ласта-крыло) Спроектировал данную модель моноласта аэрокосмический инженер Ron Smith. Со слов Рона, классический моноласт с точки зрения аэродинамики имела ряд недостатков, более того, в случае если у классического моноласта было повреждение  основного крыла или отверстия для ног, его можно было выкидывать. Просто необходимо было создать гораздо более эффективное по аэродинамическим качествам устройство.
Lunocet и Lunocet pro (моноласт-крыло) Одно из детищ проекта SubHuman. Показывает хорошие результаты, но, как и Orka, уступает по максимальной скорости ласту Гипер.
В настоящее время компания «Мастерская Бондарева» при изготовлении моноласт в частности при изготовлении обтекателей (крыльев) использует полиуретан. Обтекатели (крылья) отливаются из полиуретана и вспененного полиуретана в металлических формах. В этом случае исключается ручной труд, всё обтекатели исключительно одинаковые, соответственно качество гораздо выше.

## Производство
Для изготовления калош моноласта необходимо литьё в специальную форму. Некоторые производители имеют свои формы, некоторые используют обычные ласты в качестве донора.
На новых типах моноласт калоши заменены на обувь для велосипедистов, но в спорте по-прежнему используют калоши из-за более жёсткого крепления к ноге.